# Орден Карађорђеве звијезде (Република Српска)
Карађорђева звијезда је орден установљен 1993. године системом одликовања Републике Српске дефинисаним Уставом Републике Српске у коме се каже: ордени су јавно државно признање Републике Српске које се додјељује лицима или институцији за изузетне заслуге према држави.
Орден Карађорђеве звијезде Републике Српске је војно одликовање. Овај орден има три реда. Орден Карађорђеве звијезде се додјељује за изванредне успјехе у командовању и руковођењу јединицама оружаних снага Републике Српске у оружаној борби. Може се изузетно додијелити у миру само за изванредне заслуге у руковођењу и организовању оружаних снага.

### Изглед и траке одликовања
| Орден првог реда  | Орден другог реда | Орден трећег реда |
| ----------------- | ----------------- | ----------------- |
| Изглед одликовања |                   |                   |
|                   |                   |                   |
| Траке одликовања  |                   |                   |
|                   |                   |                   |

## Одликовани

#### Првог реда
- генерал-пуковник Момир Талић, командант 1. Крајишког корпуса (Видовдан 1993)[2]
- генерал-потпуковник Милан Гверо, члан Главног штаба ВРС (Видовдан 1993)[2]
- генерал Живомир Нинковић, командант В и ПВО ВРС (Видовдан 1993)[2]
- Генерал Радован Грубач, командант Херцеговачког корпуса ВРС, (Видовдан 1993)[2]
- пуковник Милан Стевиловић, постхумно, (Видовдан 1993)[2]
- Пуковник Зоран Боровина, постхумно, (Видовдан 1993)[2]
- мајор Милорад Радуловић, командант специјалних јединица, оперативац РДБ, (Аранђеловдан 1993)
- Војвода Момчило Ђујић, командант Динарске четничке дивизије, (1998)
- генерал-мајор Мићо Грубор[3]
- генерал-потпуковник Петар Шкрбић[3]
- пуковник проф. др Милован Милутиновић[3]